# 马克 (加来海峡省)
马克（法語：Marck，法語發音：[maʁk]）是法国上法蘭西大區加来海峡省的一个市镇，属于加来区。

## 地理
马克（50°56'53"N, 1°57'1"E）面积31.55 平方千米，位于法国上法蘭西大區加来海峡省，该省份为法国北部沿海省份，西北濒北海，南至索姆省，东临北部省。
与马克接壤的市镇（或旧市镇、城区）包括：莱萨塔克、加来、库洛涅、盖姆斯、奥弗凯尔克、瓦普拉日。

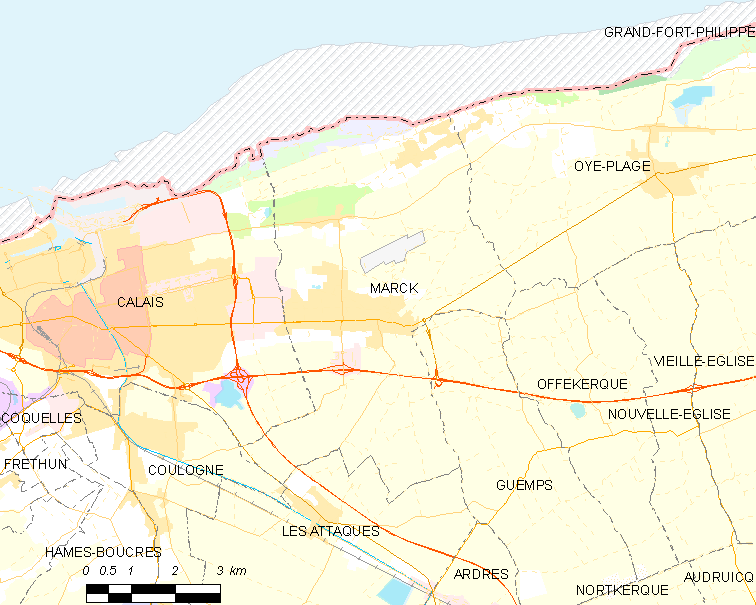
的OSM定位图

马克的时区为UTC+01:00、UTC+02:00（夏令时）。

## 行政
马克的邮政编码为62730，INSEE市镇编码为62548。

## 政治
马克所属的省级选区为马克县。

## 人口

1962-2008年间人口变化图示

马克于2022年1月1日时的人口数量为10468人。